# Dune Dewulf
La dune du Dewulf est l'un des sites naturels remarquables du littoral du Nord-Pas-de-Calais, typique des  Dunes de Flandres , et caractérisée par des pannes dunaires, et un ensemble caractéristique de milieux créés et entretenus par la dynamique dunaire de Flandre maritime. 
Elle fait partie d'un ensemble comprenant d'ouest en est, les dunes de Leffrinckoucke, la dune de Ghyvelde, la dune Marchand et la dune du Perroquet, susceptibles d'être attaquées lors des tempêtes

## Localisation et superficie
Située sur le littoral du Nord à l’est de Dunkerque, la dune Dewulf s’étend sur près de 300 hectares, sur les dunes de Flandres qui constituent un patrimoine naturel exceptionnel, classé réserve naturelle nationale de la dune Marchand, et dont la gestion est confiée au conservatoire du littoral « DUNE DEWULF »

### Communes concernées
La dune est située sur les communes  de Leffrinckoucke, Zuydcoote et Ghyvelde dans le département du Nord.

## Écologie

### Faune
Ce site abrite une grande diversité faunistique avec notamment la présence de 70 espèces d'oiseaux nicheurs ainsi que plusieurs espèces d'amphibiens remarquables.

### Flore
La flore compte 350 espèces dont l'Oyat piquant, le Troène, le Peuplier grisard, l'Aulne, le Tremble, le Frêne, l'Orne, l'Argousier, des plantes boréales: Pensée sauvage ("violette de Curtis"), la Pyrole, les multiples orchidées, la Parnassie des marais, le Rosa acicularis, l' Helleborine, la Salicaire commune,  et l'Iris pseudacorus.

## Administration
Le site appartient au Conservatoire du littoral et est géré par le conseil général du Nord , via sa Direction de l’Environnement.

### Contacts
Les organismes susceptibles de donner des informations sur le site sont :
- Office du tourisme de Leffrinckoucke ;
- Office du tourisme de Dunkerque.